# Jean de Le Mote
Jean de Le Mote est un poète originaire du Hainaut, actif dans les années 1330 à 1350 dans sa province natale, en Angleterre et en France. Quatre de ses œuvres poétiques sont conservées, mais une partie de sa production est perdue.  

## Biographie
La date de naissance de Jean de Le Mote est inconnue ; les traits dialectaux de sa langue, ainsi que le sujet de sa première œuvre conservée, Le Regret Guillaume comte de Hainaut, composée en 1339, indiquent qu'il est originaire du Hainaut. En 1340, il est à Paris, protégé de l'orfèvre et banquier Simon de Lille qui est au service du roi de France Philippe VI ; il compose pour lui deux poèmes, un roman en vers et un texte allégorique. Il a été au service de Philippa de Hainaut à la cour d’Angleterre où il est qualifié de « menistrallus », ce qu'il indique qu'il était également musicien. 
Sa date de mort n'est pas connue.

## Œuvres conservées
- Le Regret Guillaume comte de Hainaut, 1339

Ce poème en 4 581 vers a été composé en l'honneur de Guillaume Ier de Hainaut, comte de Hainaut, de Hollande et de Zélande, à la demande de sa fille Philippa de Hainaut, reine d'Angleterre. Il associe la plainte funèbre et l'allégorie : le narrateur compose en songe une chanson qu'il veut porter à un puy ; en chemin, il parvient à un château où trente dames, qui sont autant de figures allégoriques : Débonnaireté, Humilité, Largesse ... se sont enfermées pour pleurer la mort du comte. La partie narrative est en octosyllabes à rimes plates ; les complaintes des dames sont en forme de ballade. 
- Le Parfait du paon, 1340

Ce roman en vers (3 921 alexandrins en laisses monorimes et huit ballades) est dédié à son protecteur Simon de Lille ; c'est l'une des nombreuses continuations des Vœux du paon de Jacques de Longuyon.
- La Voie d'enfer et de paradis, fin 1340

Le dédicataire de ce poème allégorique en 4 620 douzains de vers octosyllabiques, qui appartient au genre des « voies de l’au-delà » ou « voies de Paradis », est également Simon de Lille. Un rêveur veut visiter l'enfer ; Désespérance et Meurtre l'y conduisent et lui font rencontrer en chemin les sept péchés capitaux. Quand le rêveur veut repartir, il comprend qu'il est damné et la Mort le transperce ; mais sa dévotion à la Vierge le sauve et il se retrouve en Paradis - il se réveille alors.
- Ballades, vers 1350

Il s'agit de quatre ballades à sujet mythologique, écrites dans le cadre d'un échange poétique avec Philippe de Vitry et Jean Campion,. Selon Silvère Menegaldo, Jean de Le Mote, qui a écrit au total quarante-deux ballades, a contribué à populariser de genre poétique.

### Éditions
- Li regret Guillaume comte de Hainaut. Poëme inédit du XIVe siècle par Jehan de le Mote publié d'après le manuscrit unique de Lord Ashburnham, édition par Auguste Scheler, Louvain, Lefever, 1882, 220 p. Lire en ligne.
- Jean de Le Mote, Le parfait du paon, édition critique de Richard J. Carey, Chapel Hill, University of North Carolina Press, 1972 (collection : Studies in the Romance Languages and Literatures, 118), 1972, 206 p.
- La Voie d'Enfer et de Paradis: an unpublished poem of the fourteenth century by Jehan de le Mote, édition par M. Aquiline Pety, Washington, Catholic University of America Press, 1940, 186 p.
- « Ballades mythologiques de Jean de la Mote, Philippe de Vitri, Jean Campion », édition d'Edmond Pognon, dans Humanisme et Renaissance, n° 5, 1938, p. 385-417.